# 赤道ギニア国立大学
赤道ギニア国立大学（Universidad Nacional de Guinea Ecuatorial,UNGE）とは、赤道ギニアの主要な大学である。1995年に設立された。1997年にはスペインのアルカラ大学との間にスペイン語の教育協定を結んでいる。
主要なキャンパスはマラボに位置し、医学部はバタに位置する。現在の学部長はフェデリコ・エドホ・オボーノである。
UNGEは6つの主要な学部から構成されている。
- 農学部(Escuela de Estudios Agropecuarios )
- 漁学部 (Escuela de Pesca y Forestal )
- 教育学部 (Escuela del Profesorado )
- 医学部 (Escuela de Sanidad )
- 経営学部 (Escuela de Administración )
- 工学部 (Escuela de Ingeniería )

社会科学部 (Facultad de Letras y Ciencias Sociales )も存在し、法学、政治学、科学、言語学、コミュニケーションを教えている。